# Петровский (стадион)
«Петровский» (до 1992 года — Стадион имени В. И. Ленина) — стадион, расположенный в Санкт-Петербурге, на Петровском острове Малой Невы. С разных сторон остров омывают Малая Нева и река Ждановка. С Петроградской стороной его соединяет Ждановский мост. Зрительские трибуны вмещают 20 985 человек. Ближайшая станция метро — «Спортивная».
Домашний стадион клуба «Зенит» в 1994—2017 годах и резервный с 2017 года. В сезоне 2017/18 был домашней ареной футбольного клуба «Тосно». В сезоне 2021/22 стал домашним стадионом футбольного клуба «Ленинградец».

## История

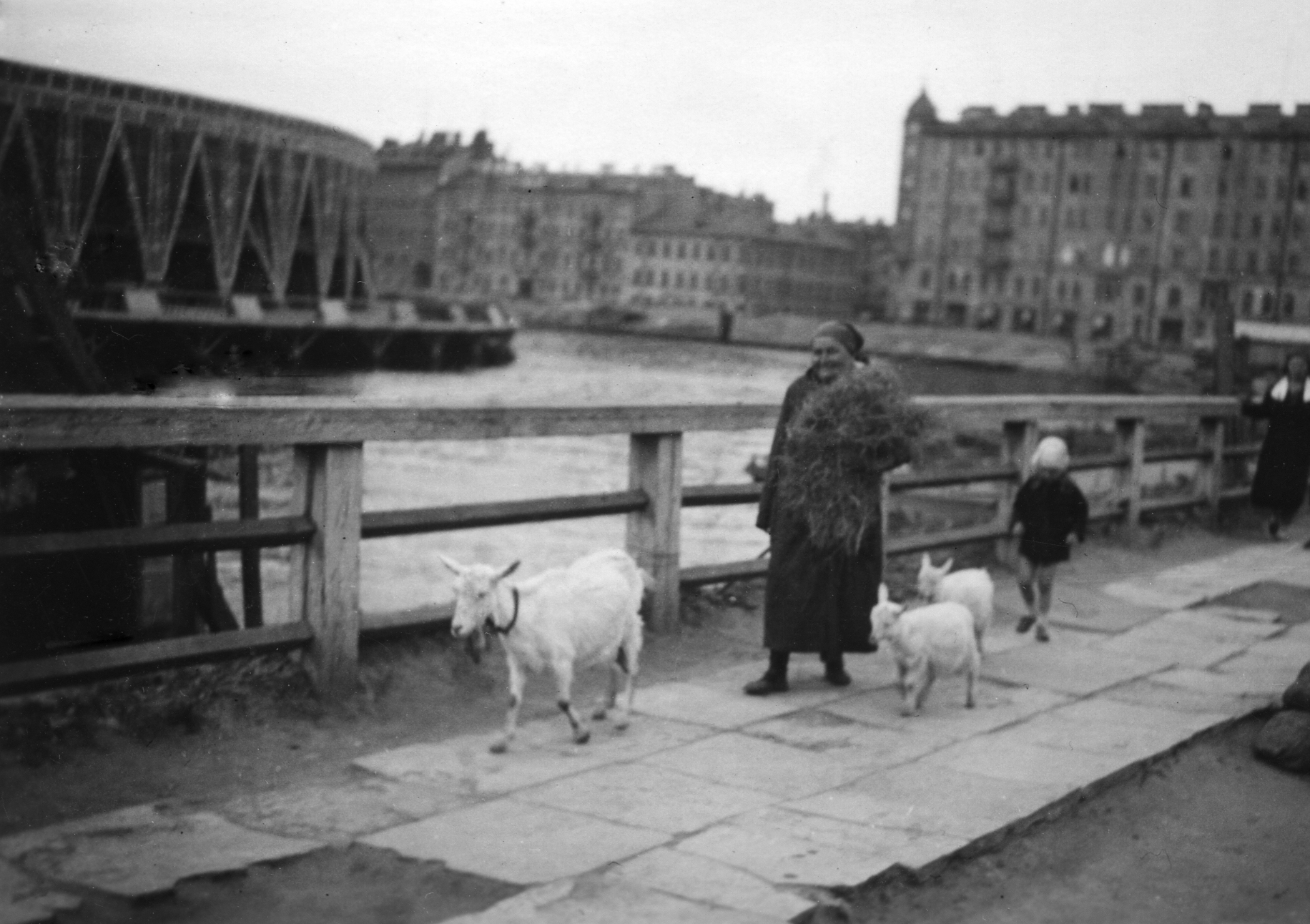
Набережная р. Ждановки в 1935, фото норвежского журналиста Э. Сундвора

Первый стадион на этом месте был построен в 1924—1925 годах по проекту бывшего футболиста команды «Спорт» чеха Алоиса Осиповича Вейводы, а уже в 1933-м была проведена его реконструкция: были ликвидированы виражи бетонного трека и возведены деревянные трибуны, вместимость трибун возросла с 10 000 до 25 000 зрителей. В ознаменование этого события 14 июля 1933 года на поле стадиона имени Ленина единственный раз в истории вышла сборная СССР. Матч между первой и второй сборными СССР закончился победой второй сборной 2:0, а голы забили ленинградцы Николай Ярцев и Александр Мурашев.
Через две недели на стадионе имени Ленина состоялась первая международная игра — сборная Ленинграда принимала сборную Турции (2:2).
Во время Великой Отечественной войны стадион был разрушен: часть деревянных трибун сгорела, другая часть была суровой зимой 1942 года разобрана на дрова жителями города. Сама чаша стадиона была не из дерева и сохранилась.
Только в 1957—1961 годах по проекту архитекторов Н. В. Баранова, О. И. Гурьева и В. М. Фромзеля стадион был реконструирован. Согласно первоначальному проекту реконструкции предполагалось сделать стадион полностью крытым, соорудив над полем железобетонную крышу площадью 26 000 м². Это уникальное для того времени сооружение так и не было построено.
После окончания работ вместимость нового стадиона составила 33 000 зрителей, а легкоатлетическая беговая дорожка с синтетическим покрытием «новотан» оказалась одной из самых быстрых в стране. Благодаря этому стадион имени В. И. Ленина стал одним из легкоатлетических центров страны. В 1968 году он впервые принял мемориал братьев Знаменских, в июле 1970 года здесь состоялся легкоатлетический матч СССР — США.
Помимо легкоатлетических соревнований, в 1960—1980-е годы на стадионе имени Ленина проходили матчи чемпионата страны по регби, первенства по хоккею с мячом и хоккею на траве. Также стадион был домашним для футбольного «Динамо», игравшего в низших лигах всесоюзного первенства.
В конце 1970-х перед Олимпийскими играми 1980 года стадион был реконструирован (архитекторы С. П. Одновалов, Н. Д. Балаж, инженер М. Э. Христиансен).
В 1992 году стадион был переименован в «Петровский», в 1994 году на нём были проведены игры Доброй воли. К проведению этих соревнований стадион был отремонтирован. В следующем году на трибунах были установлены пластиковые кресла, а поле было оборудовано электроподогревом.
С 1994 по 2017 год являлся домашним стадионом футбольного клуба «Зенит». Планировалось, что в период дополнительной доработки арены на Крестовском острове, в рамках проведения матчей Кубка конфедераций-2017 и чемпионата мира по футболу 2018 года, «Зенит» вновь сыграет свои домашние поединки на этом стадионе. Впоследствии, в ходе досрочного завершения доработки стадиона «Санкт-Петербург», руководство «Зенита» приняло решение об окончательном переезде на новую арену. В связи с выходом ФК «Тосно» в РФПЛ сезона 2017/2018 года по дополнительной договорённости с «Зенитом» стадион стал его домашней ареной.
3 августа 2018 года ФК «Зенит» окончательно покинул главную арену «Петровского». Для фарм-клуба «Зенит-2» арена была запасной до окончания сезона в Первенстве ФНЛ 2018/19. В связи с дисквалификацией стадиона «Санкт-Петербург» в рамках ответного матча 3-го квалификационного раунда Лиги Европы 2018/19 16 августа 2018 года, место проведения встречи между клубами «Зенит» и «Динамо» Минск (8:1) было перенесено на «Петровский». При этом, в соответствии с регламентом УЕФА, данный матч смогли посетить болельщики гостевой команды в количестве не более 200 человек.
16 ноября 1996 года на стадионе прошёл первый в российской истории золотой матч чемпионата России по футболу между «Аланией» и московским «Спартаком».
20 августа 1997 года на стадионе впервые прошёл товарищеский матч сборной России против сборной Югославии.
16 сентября 1999 года «Зенит» впервые провёл на стадионе официальный международный матч в рамках розыгрыша Кубка УЕФА с итальянской «Болоньей» (0:3).
14 сентября 2002 года петербургское «Динамо» обыграло на данном стадионе московский ЦСКА со счётом 3:2 в рамках 1/16 Кубка России.
20 июля 2012 года на стадионе прошёл фестиваль «Tuborg Greenfest» при участии групп Red Hot Chili Peppers, The Vaccines, Animal Jazz.
Также планировалась генеральная реконструкция стадиона и расширение — были варианты достроить ещё один верхний кольцевой ярус трибун на 35 тысяч мест, тем самым увеличив общую вместимость стадиона до 55 — 71 тысяч мест, как это сделали с Олимпийским стадионом в Киеве. Но эта идея вскоре потеряла свою актуальность в связи со сносом стадиона имени С. М. Кирова и постройкой новой арены на его месте.
10 мая 2015 года на стадионе «Зенит» одержал юбилейную, двухсотую, победу в чемпионатах страны.
12 июля 2015 года на стадионе прошёл матч за Суперкубок России между «Зенитом» и «Локомотивом» (1:1). «Зенит» одержал победу в серии пенальти. Из-за дисквалификации «Газпром Арены» на один матч «Зенит» вернулся на «Петровский», сыграв 16 августа 2018 года против минского «Динамо» (8:1, д.в.) в рамках квалификации Лиги Европы.
В 2019 году главная арена использовалась в качестве домашней для молодёжной сборной России по футболу, принимавшей участие в Мемориале Гранаткина. Старший тренер команды Александр Кержаков раскритиковал состояние газона стадиона, отметив, что трава фактически сгнила. 27 августа был посажен новый газон. В конце августа начались работы по замене беговых дорожек.
3 марта 2020 стало известно, что футбольное поле главной арены отдано с 1 сентября 2019 по 31 августа 2020 для тренировок ДФК «Зенит-84» — отделения футбола ГБУ СШ № 2 Красногвардейского района на безвозмездной основе.
Помимо городских соревнований по лёгкой атлетике, в сентябре 2021 года на стадионе прошёл Кубок европейских чемпионов по регби-7, а 11 мая 2022 года футбол вернулся на стадион: в мае — июне три матча первенства ФНЛ-2 провёл «Ленинградец», начал здесь и сезон 2022/23.
С 9 по 12 июня 2023 года на стадионе проводился финал четырёх Высшей лиги России по регби.
26 апреля 2025 года на стадионе состоялся матч за Суперкубок России по регби между казанской «Стрелой-Ак Барс» и красноярским «Енисеем-СТМ», который завершился победой «Стрелы-Ак Барс» со счётом 22:17.

## Матчи сборной России по футболу
4 июня 2005 года на стадионе прошёл первый официальный матч сборной России в рамках отборочного турнира к чемпионату мира 2006 со сборной Латвии. В дальнейшем сборная России проводила официальные матчи: с Эстонией (11.10.2006), Андоррой (2.06.2007), Лихтенштейном (5.09.2009), Арменией (04.06.2011), Израилем (10.09.2013).
Товарищеский матч
| 20 августа 1997 | \| Россия \| 0:1 (0:0) \| Югославия \| \| \| Голы \| Йоканович 87′ (пен.) \| | Стадион: «Петровский», Санкт-Петербург Зрителей: 9 000 Судья: Микко Вуорела |
| Россия          | 0:1 (0:0)                                                                    | Югославия                                                                   |
|                 | Голы                                                                         | Йоканович 87′ (пен.)                                                        |

Отборочная стадия XVIII чемпионата мира. Матч группы 3 зоны УЕФА
| 4 июня 2005                      | \| Россия \| 2:0 (0:0) \| Латвия \| \| Аршавин 56′ · Лоськов 78′ (пен.) \| Голы \| \| | Стадион: «Петровский», Санкт-Петербург Зрителей: 21 575 Судья: Эрик Пуля |
| Россия                           | 2:0 (0:0)                                                                             | Латвия                                                                   |
| Аршавин 56′ · Лоськов 78′ (пен.) | Голы                                                                                  |                                                                          |

Отборочная стадия XIII чемпионата Европы. Матч группы E
| 11 октября 2006           | \| Россия \| 2:0 (0:0) \| Эстония \| \| Погребняк 78′ · Сычёв 90′ \| Голы \| \| | Стадион: «Петровский», Санкт-Петербург Зрителей: 21 500 Судья: Эрик Брамхар |
| Россия                    | 2:0 (0:0)                                                                       | Эстония                                                                     |
| Погребняк 78′ · Сычёв 90′ | Голы                                                                            |                                                                             |

Отборочная стадия XIII чемпионата Европы. Матч группы E
| 2 июня 2007                       | \| Россия \| 4:0 (2:0) \| Андорра \| \| Кержаков 8′, 15′, 49′ · Сычёв 71′ \| Голы \| \| | Стадион: «Петровский», Санкт-Петербург Зрителей: 22 500 Судья: Томми Шервен |
| Россия                            | 4:0 (2:0)                                                                               | Андорра                                                                     |
| Кержаков 8′, 15′, 49′ · Сычёв 71′ | Голы                                                                                    |                                                                             |

Отборочная стадия XIX чемпионата мира. Матч группы 4 зоны УЕФА
| 5 сентября 2009                                         | \| Россия \| 3:0 (3:0) \| Лихтенштейн \| \| В. Березуцкий 17′ · Павлюченко 40′ (пен.), 45+1′ (пен.) \| Голы \| \| | Стадион: «Петровский», Санкт-Петербург Зрителей: 20 500 Судья: Аугустус Вьорел Константин |
| Россия                                                  | 3:0 (3:0) | Лихтенштейн                                                                               |
| В. Березуцкий 17′ · Павлюченко 40′ (пен.), 45+1′ (пен.) | Голы |                                                                                           |

Товарищеский матч
| 11 августа 2010 | \| Россия \| 1:0 (1:0) Отчёт \| Болгария \| \| Широков 6′ \| Голы \| \| | Стадион: «Петровский», Санкт-Петербург Зрителей: 17 000 Судья: Никола Риццоли |
| Россия          | 1:0 (1:0) Отчёт                                                         | Болгария                                                                      |
| Широков 6′      | Голы                                                                    |                                                                               |

Отборочная стадия XIV чемпионата Европы. Матч группы B
| 4 июня 2011                     | \| Россия \| 3:1 (1:1) Отчёт \| Армения \| \| Павлюченко 26′, 59′, 73′ (пен.) \| Голы \| Пиццелли 25′ \| | Стадион: «Петровский», Санкт-Петербург Зрителей: 20 500 Судья: Стефан Ланнуа |
| Россия                          | 3:1 (1:1) Отчёт                                                                                          | Армения                                                                      |
| Павлюченко 26′, 59′, 73′ (пен.) | Голы | Пиццелли 25′                                                                 |

Отборочная стадия XX чемпионата мира. Матч группы F зоны УЕФА
| 10 сентября 2013                               | \| Россия \| 3:1 (0:0) \| Израиль \| \| В. Березуцкий 49′ · Кокорин 52′ · Глушаков 74′ \| Голы \| Захави 90+3′ \| | Стадион: «Петровский», Санкт-Петербург Зрителей: 21 107 Судья: Мануэль Грефе |
| Россия                                         | 3:1 (0:0) | Израиль                                                                      |
| В. Березуцкий 49′ · Кокорин 52′ · Глушаков 74′ | Голы | Захави 90+3′                                                                 |

Товарищеский матч
| 26 мая 2014  | \| Россия \| 1:0 (0:0) Отчёт \| Словакия \| \| Кержаков 82′ \| Голы \| \| | Стадион: «Петровский», Санкт-Петербург Зрителей: 11 500 Судьи: Марк Клаттенбург |
| Россия       | 1:0 (0:0) Отчёт                                                           | Словакия                                                                        |
| Кержаков 82′ | Голы                                                                      |                                                                                 |

## Малая спортивная арена
На соседнем острове, в ста метрах от стадиона, располагается Малая спортивная арена «Петровский», открытая к Играм Доброй Воли 1994 года. Трибуны рассчитаны на 2835 мест.

## Перспективы

### Вероятность сноса
После ухода «Зенита» на новый стадион на Крестовском острове (а молодёжная команда «Зенита» и «Зенит-2» ушли и с малой арены), и зачистки города от других футбольных клубов (банкротство игравшего на «Петровском» и платившего арендную плату «Тосно», переезд выступавшего на малой арене «Динамо» в Сочи, ликвидация «Динамо-2», незаявка на первенство МРО Северо-Запад ЛФЛ периодически использовавшей малую арену «Петровского» «Звезды», и т. д.), оставалась неясной дальнейшая степень загруженности арены, которая стала принадлежать муниципалитету. Сообщалось о том, что возможность перепрофилирования стадиона под легкоатлетический комплекс не находила должного отклика у представителей аппарата власти вследствие нерентабельности проекта. Существовала вероятность сноса стадиона и отдачи территории под жилую застройку коммерческим структурам.

### Благоустройство легкоатлетического ядра, реконструкция
С 2019 года велась подготовка стадиона в качестве тренировочной площадки для команд-участниц чемпионата Европы по футболу 2020. Также арена готовилась для проведения легкоатлетических соревнований: велось обновление беговых дорожек, обустройство площадки для прыжков в высоту, длину и ямы стипльчез. Велась подготовка к обследованию состояния стадиона. В дальнейшем планировалось возведение козырька над зрительскими трибунами.
В июне 2023 года на ПМЭФ в Санкт-Петербурге губернатор Александр Беглов и глава ПАО «Газпром» Алексей Миллер подписали соглашение о реконструкции, предусматривающую преобразование стадиона в современный культурно-спортивный комплекс и открытие рядом с ним мультифункционального общественного пространства.